# Lista planetelor minore/35901–36000
Aceasta este Lista planetelor minore/35901–36000; pentru a naviga prin lista completă vezi Lista planetelor minore.
Pentru ale detalii vezi și Proiect:Astronomie sau Portal:Astronomie.
| Nume            | Denumire provizorie | Data descoperirii | Locul descoperirii     | Descoperitor(i)          |
| --------------- | ------------------- | ----------------- | ---------------------- | ------------------------ |
| 35901 -         | 1999 JK88           | 12 mai 1999       | Socorro                | LINEAR                   |
| 35902 -         | 1999 JM88           | 12 mai 1999       | Socorro                | LINEAR                   |
| 35903 -         | 1999 JY88           | 12 mai 1999       | Socorro                | LINEAR                   |
| 35904 -         | 1999 JJ89           | 12 mai 1999       | Socorro                | LINEAR                   |
| 35905 -         | 1999 JA92           | 12 mai 1999       | Socorro                | LINEAR                   |
| 35906 -         | 1999 JL92           | 12 mai 1999       | Socorro                | LINEAR                   |
| 35907 -         | 1999 JO92           | 12 mai 1999       | Socorro                | LINEAR                   |
| 35908 -         | 1999 JP92           | 12 mai 1999       | Socorro                | LINEAR                   |
| 35909 -         | 1999 JY93           | 12 mai 1999       | Socorro                | LINEAR                   |
| 35910 -         | 1999 JZ93           | 12 mai 1999       | Socorro                | LINEAR                   |
| 35911 -         | 1999 JB95           | 12 mai 1999       | Socorro                | LINEAR                   |
| 35912 -         | 1999 JY95           | 12 mai 1999       | Socorro                | LINEAR                   |
| 35913 -         | 1999 JC97           | 12 mai 1999       | Socorro                | LINEAR                   |
| 35914 -         | 1999 JM97           | 12 mai 1999       | Socorro                | LINEAR                   |
| 35915 -         | 1999 JV97           | 12 mai 1999       | Socorro                | LINEAR                   |
| 35916 -         | 1999 JS98           | 12 mai 1999       | Socorro                | LINEAR                   |
| 35917 -         | 1999 JK99           | 13 mai 1999       | Socorro                | LINEAR                   |
| 35918 -         | 1999 JL99           | 12 mai 1999       | Socorro                | LINEAR                   |
| 35919 -         | 1999 JY99           | 12 mai 1999       | Socorro                | LINEAR                   |
| 35920 -         | 1999 JJ101          | 13 mai 1999       | Socorro                | LINEAR                   |
| 35921 -         | 1999 JU101          | 13 mai 1999       | Socorro                | LINEAR                   |
| 35922 -         | 1999 JO102          | 13 mai 1999       | Socorro                | LINEAR                   |
| 35923 -         | 1999 JX103          | 13 mai 1999       | Socorro                | LINEAR                   |
| 35924 -         | 1999 JA104          | 14 mai 1999       | Socorro                | LINEAR                   |
| 35925 -         | 1999 JP104          | 15 mai 1999       | Socorro                | LINEAR                   |
| 35926 -         | 1999 JL105          | 13 mai 1999       | Socorro                | LINEAR                   |
| 35927 -         | 1999 JN106          | 13 mai 1999       | Socorro                | LINEAR                   |
| 35928 -         | 1999 JV107          | 13 mai 1999       | Socorro                | LINEAR                   |
| 35929 -         | 1999 JK108          | 13 mai 1999       | Socorro                | LINEAR                   |
| 35930 -         | 1999 JD110          | 13 mai 1999       | Socorro                | LINEAR                   |
| 35931 -         | 1999 JW112          | 13 mai 1999       | Socorro                | LINEAR                   |
| 35932 -         | 1999 JP113          | 13 mai 1999       | Socorro                | LINEAR                   |
| 35933 -         | 1999 JD117          | 13 mai 1999       | Socorro                | LINEAR                   |
| 35934 -         | 1999 JZ120          | 13 mai 1999       | Socorro                | LINEAR                   |
| 35935 -         | 1999 JO122          | 13 mai 1999       | Socorro                | LINEAR                   |
| 35936 -         | 1999 JX123          | 14 mai 1999       | Socorro                | LINEAR                   |
| 35937 -         | 1999 JD124          | 14 mai 1999       | Socorro                | LINEAR                   |
| 35938 -         | 1999 JQ125          | 10 mai 1999       | Socorro                | LINEAR                   |
| 35939 -         | 1999 JO127          | 13 mai 1999       | Socorro                | LINEAR                   |
| 35940 -         | 1999 JE128          | 10 mai 1999       | Socorro                | LINEAR                   |
| 35941 -         | 1999 JT129          | 12 mai 1999       | Socorro                | LINEAR                   |
| 35942 -         | 1999 JP132          | 13 mai 1999       | Socorro                | LINEAR                   |
| 35943 -         | 1999 KP2            | 16 mai 1999       | Kitt Peak              | Spacewatch               |
| 35944 -         | 1999 KT2            | 16 mai 1999       | Kitt Peak              | Spacewatch               |
| 35945 -         | 1999 KU2            | 16 mai 1999       | Kitt Peak              | Spacewatch               |
| 35946 -         | 1999 KO4            | 20 mai 1999       | Prescott               | P. G. Comba⁠(d)           |
| 35947 -         | 1999 KT5            | 16 mai 1999       | Kitt Peak              | Spacewatch               |
| 35948 -         | 1999 KD6            | 17 mai 1999       | Kitt Peak              | Spacewatch               |
| 35949 -         | 1999 KQ10           | 18 mai 1999       | Socorro                | LINEAR                   |
| 35950 -         | 1999 KL13           | 18 mai 1999       | Socorro                | LINEAR                   |
| 35951 -         | 1999 KE14           | 18 mai 1999       | Socorro                | LINEAR                   |
| 35952 -         | 1999 KN14           | 18 mai 1999       | Socorro                | LINEAR                   |
| 35953 -         | 1999 KJ15           | 20 mai 1999       | Socorro                | LINEAR                   |
| 35954 -         | 1999 KY15           | 18 mai 1999       | Socorro                | LINEAR                   |
| 35955 -         | 1999 KS17           | 17 mai 1999       | Catalina               | CSS                      |
| 35956 -         | 1999 LG2            | 8 iunie 1999      | Socorro                | LINEAR                   |
| 35957 -         | 1999 LZ3            | 9 iunie 1999      | Socorro                | LINEAR                   |
| 35958 -         | 1999 LF4            | 9 iunie 1999      | Socorro                | LINEAR                   |
| 35959 -         | 1999 LE5            | 10 iunie 1999     | Socorro                | LINEAR                   |
| 35960 -         | 1999 LB7            | 9 iunie 1999      | Kitt Peak              | Spacewatch               |
| 35961 -         | 1999 LH7            | 12 iunie 1999     | Višnjan Observatory⁠(d) | K. Korlević              |
| 35962 -         | 1999 LX9            | 8 iunie 1999      | Socorro                | LINEAR                   |
| 35963 -         | 1999 LL11           | 8 iunie 1999      | Socorro                | LINEAR                   |
| 35964 -         | 1999 LC13           | 9 iunie 1999      | Socorro                | LINEAR                   |
| 35965 -         | 1999 LH13           | 9 iunie 1999      | Socorro                | LINEAR                   |
| 35966 -         | 1999 LJ13           | 9 iunie 1999      | Socorro                | LINEAR                   |
| 35967 -         | 1999 LG14           | 9 iunie 1999      | Socorro                | LINEAR                   |
| 35968 -         | 1999 LK14           | 9 iunie 1999      | Socorro                | LINEAR                   |
| 35969 -         | 1999 LY14           | 11 iunie 1999     | Socorro                | LINEAR                   |
| 35970 -         | 1999 LE21           | 9 iunie 1999      | Socorro                | LINEAR                   |
| 35971 -         | 1999 LJ26           | 9 iunie 1999      | Socorro                | LINEAR                   |
| 35972 -         | 1999 LL26           | 9 iunie 1999      | Socorro                | LINEAR                   |
| 35973 -         | 1999 LU26           | 9 iunie 1999      | Socorro                | LINEAR                   |
| 35974 -         | 1999 LW26           | 9 iunie 1999      | Socorro                | LINEAR                   |
| 35975 -         | 1999 LG27           | 9 iunie 1999      | Socorro                | LINEAR                   |
| 35976 Yorktown  | 1999 MY1            | 25 iunie 1999     | Anderson Mesa          | LONEOS                   |
| 35977 Lexington | 1999 NA             | 3 iulie 1999      | Kleť                   | J. Tichá⁠(d), M. Tichý⁠(d) |
| 35978 Arlington | 1999 NC             | 5 iulie 1999      | Kleť                   | J. Tichá, M. Tichý       |
| 35979 -         | 1999 NC2            | 12 iulie 1999     | Socorro                | LINEAR                   |
| 35980 -         | 1999 NO3            | 13 iulie 1999     | Socorro                | LINEAR                   |
| 35981 -         | 1999 NU3            | 13 iulie 1999     | Socorro                | LINEAR                   |
| 35982 -         | 1999 NJ4            | 11 iulie 1999     | Reedy Creek            | J. Broughton⁠(d)          |
| 35983 -         | 1999 NG5            | 15 iulie 1999     | Višnjan Observatory⁠(d) | K. Korlević              |
| 35984 -         | 1999 NK7            | 13 iulie 1999     | Socorro                | LINEAR                   |
| 35985 -         | 1999 NJ8            | 13 iulie 1999     | Socorro                | LINEAR                   |
| 35986 -         | 1999 NL8            | 13 iulie 1999     | Socorro                | LINEAR                   |
| 35987 -         | 1999 NV8            | 13 iulie 1999     | Socorro                | LINEAR                   |
| 35988 -         | 1999 NO9            | 13 iulie 1999     | Socorro                | LINEAR                   |
| 35989 -         | 1999 NF10           | 13 iulie 1999     | Socorro                | LINEAR                   |
| 35990 -         | 1999 NG10           | 13 iulie 1999     | Socorro                | LINEAR                   |
| 35991 -         | 1999 NN11           | 13 iulie 1999     | Socorro                | LINEAR                   |
| 35992 -         | 1999 NF12           | 13 iulie 1999     | Socorro                | LINEAR                   |
| 35993 -         | 1999 NS17           | 14 iulie 1999     | Socorro                | LINEAR                   |
| 35994 -         | 1999 NS18           | 14 iulie 1999     | Socorro                | LINEAR                   |
| 35995 -         | 1999 NK20           | 14 iulie 1999     | Socorro                | LINEAR                   |
| 35996 -         | 1999 NN20           | 14 iulie 1999     | Socorro                | LINEAR                   |
| 35997 -         | 1999 NQ20           | 14 iulie 1999     | Socorro                | LINEAR                   |
| 35998 -         | 1999 NP21           | 14 iulie 1999     | Socorro                | LINEAR                   |
| 35999 -         | 1999 NB22           | 14 iulie 1999     | Socorro                | LINEAR                   |
| 36000 -         | 1999 NV22           | 14 iulie 1999     | Socorro                | LINEAR                   |